# Cryptocephalus pseudoexsulans
Cryptocephalus pseudoexsulans es una especie de insecto coleóptero de la familia Chrysomelidae.
Fue descrita científicamente en 1982 por Lopatin.